# Ніженка (Черемисиновський район)
Ніженка (рос. Ниженка) — присілок в Черемисиновському районі Курської області Російської Федерації.
Населення становить 222 особи. Входить до складу муніципального утворення Ниженська сільрада.

## Історія
Населений пункт розташований на території українського етнічного та культурного краю Східна Слобожанщина.
Від 2004 року входить до складу муніципального утворення Ниженська сільрада.

## Населення
| 2002 | 2010 |
| ---- | ---- |
| 218  | ↗222 |